# 1948년 하계 올림픽 베네수엘라 선수단
베네수엘라는 1948년 7월 29일부터 8월 14일까지 영국 런던에서 열린 제14회 하계 올림픽에 참가했다.